# Крупина (район)
Район Крупина (словац. Okres Krupina) — район Словакии. Находится в Банскобистрицком крае.

## Население
| Год:                | 1994   | 2004    | 2014    | 2024    |
| ------------------- | ------ | ------- | ------- | ------- |
| Количество человек: | 23 046 | 22 674  | 22 636  | 21 209  |
| Разница:            |        | −1,61 % | −0,16 % | −6,30 % |

### Статистические данные (2001)
Национальный состав:
- Словаки — 96,5 %
- Цыгане — 1,8 %
- Венгры — 0,5 %

Конфессиональный состав:
- Католики — 73,4 %
- Лютеране — 18,6 %